# Tetrataenium nepalense
Tetrataenium nepalense är en växtart i släktet Tetrataenium och familjen flockblommiga växter.
Arten är en perenn ört som förekommer i Himalaya och södra Kina samt i norra Myanmar. Den beskrevs först som Heracleum nepalense av David Don 1825, och fick sitt nu gällande namn av Ida P. Mandenova 1959.